# John Frost
Pour les articles homonymes, voir Frost.
John Dutton "Johnny" Frost, né le 31 décembre 1912 à Pune en Inde ; mort le 21 mai 1993 dans le Sussex de l'Ouest, est un général de l'armée britannique et officier parachutiste devenu célèbre lors de l'opération Market Garden aux Pays-Bas en 1944.

## Avant la Seconde Guerre mondiale
Frost passe ses premières années en Inde jusqu'à ce qu'il déménage en 1914 au Royaume-Uni avec ses parents. Son père participe à la Première Guerre mondiale en France où il obtient la Military Cross. Ensuite son père est muté en Mésopotamie, ce qui fait retourner John Frost en Orient avec le reste de sa famille. Il y apprend la langue arabe. En 1921, il retourne au Royaume-Uni et y fréquente l'école militaire de Sandhurst. En 1938, il est stationné en Irak jusqu'au début de la Seconde Guerre mondiale.

## Seconde Guerre mondiale
Frost se distingue lors de l'opération Biting, une attaque surprise d'un radar allemand près de Bruneval, sur la côte française, la première mission importante des parachutistes britanniques durant laquelle il commande en tant que "Major" la compagnie C du 2e bataillon du régiment de parachutistes. Le Premier ministre Winston Churchill applaudit le raid de Bruneval et garantit la poursuite des opérations de guerre pour les parachutistes. Frost reçoit la Croix militaire.
Durant l'opération Market Garden, aux Pays-Bas, il sert en tant que lieutenant-colonel dans la 1re division aéroportée britannique. En tant que commandant du 2e bataillon de parachutistes britannique, il a sous ses ordres 740 hommes légèrement armés qui ont pour mission de prendre le pont sur le Rhin à Arnhem et de le tenir jusqu'à l'arrivée par le sud des chars du 30e corps britannique. 
Après l'atterrissage réussi le 17 septembre 1944 près de Wolfheze, à environ dix kilomètres au nord-ouest du pont, Frost et ses hommes marchent sur Arnhem sans attendre les renforts. Comme les Britanniques ne s'attendent qu'à une faible résistance ennemie, ils sont surpris par la puissance de combat des unités allemandes. Le bataillon réussit à se rendre maître du côté nord du pont et à le défendre durant un certain temps. Pendant cette action le camarade et adjoint de Frost, le Major Wallis, est tué par erreur sous le feu ami. Frost le remplace par Allison D. Tatham-Warter. 
Frost et ses hommes sont débordés et faits prisonniers par les unités allemandes après quatre jours de combat. Il est emprisonné en Allemagne en tant que prisonnier de guerre, d'abord à Spangenberg près de Cassel, puis dans un hôpital à Obermassfeldt. Il est libéré en mars 1945 lorsque la région est prise par les troupes américaines.

## L'après-guerre

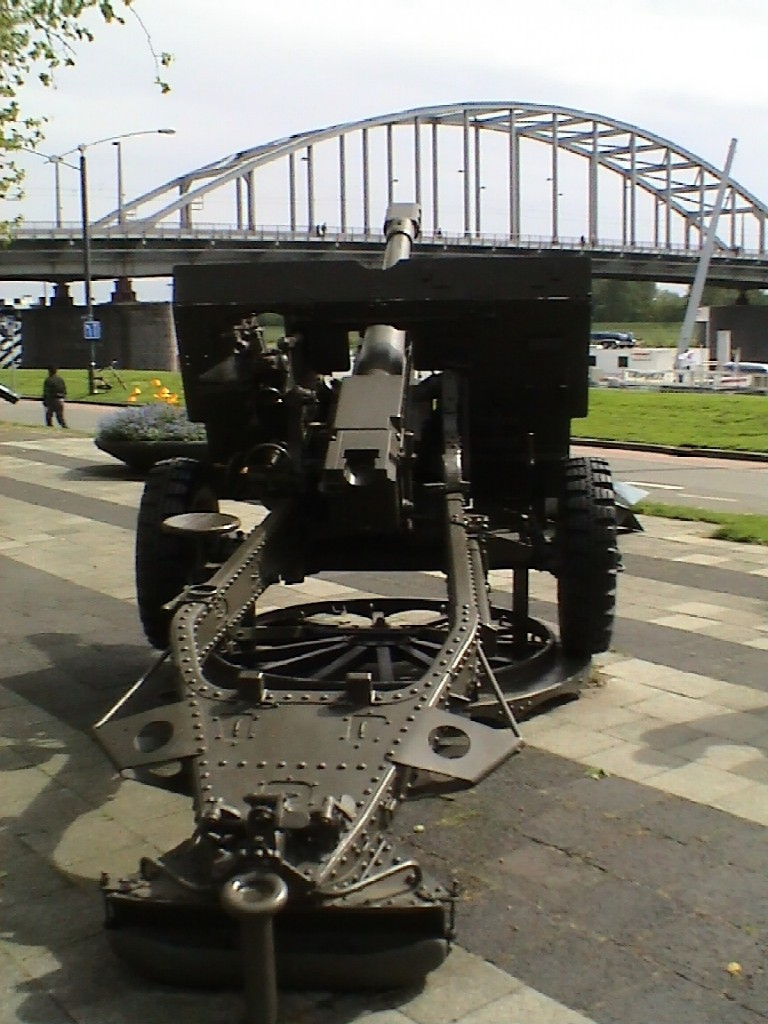
Le pont John Frost à Arnhem (Pays-Bas).

Frost fait la connaissance de Jean MacGregor Lyle, une femme qui ravitaille en thé la 1re Division Airborne, au Proche-Orient. Ils se marient le jour du 35e anniversaire de Frost le 31 décembre 1947. Ils ont un fils et une fille. Lorsque Frost quitte l'armée en 1968 il a le grade de Major-general (général de division) avec les distinctions suivantes : Order of the Bath, Distinguished Service Cross et la Military Cross.
Dans les années 1970 il se retire, avec sa femme, dans une ferme à Liphook, Hampshire, pour y élever du bétail. Au début la ferme est en mauvais état mais John et Jean la restaurent. Frost se lance dans la politique locale et devient en 1982 gouverneur-adjoint de Sussex de l'Ouest.
Son rôle durant l'opération Market Garden est relaté dans le Best-seller de Cornelius Ryan Un pont trop loin qui est porté à l'écran. Son rôle est tenu dans le film par Anthony Hopkins. Frost se rend sur le tournage du film en 1976 pour lequel il œuvre comme conseiller militaire pour les scènes qui concernent Arnhem. Frost se rend aussi régulièrement le mémorial des combats d'Arnhem à Oosterbeek. C'est ici que l'on peut voir aujourd'hui son cor de chasse qui lui servit à regrouper ses hommes. En son honneur, le pont d'Arnhem est rebaptisé Pont John Frost le 16 septembre 1978. Frost lui-même raconte son vécu à Arnhem dans le livre A Drop Too Many qui est publié en 1978. Il est aussi l'auteur en 1983 de 2 PARA Falklands: The Battalion At War, un livre critique sur la bataille de Wireless Ridge (en) durant la guerre des Malouines et qui provoque beaucoup de colère dans les étages supérieurs de l'armée britannique. Son autobiographie avec le nom de Nearly There a été publiée en 1991.
John Dutton Frost est décédé le 21 mai 1993.

## Œuvres
- (en) John Frost, A drop too many, Londres, Leo Cooper, 1994, 271 p. (ISBN 0-85052-391-5)
- (en) John Frost, 2 Para Falklands : the battalion at war, Londres, Buchan & Enright, 1983 (ISBN 0-907675-12-3 et 978-0-907-67512-9)
- (en) John Frost, Nearly there : the autobiography of John Frost of Arnhem Bridge, Londres, Cooper, 1991, 147 p. (ISBN 0-85052-232-3 et 978-0-850-52232-7)